# 黄槽石绿竹
黄槽石绿竹（学名：Phyllostachys arcana f. luteosulcata）为刚竹属石绿竹的一个栽培变型。